# Marcus Garvey

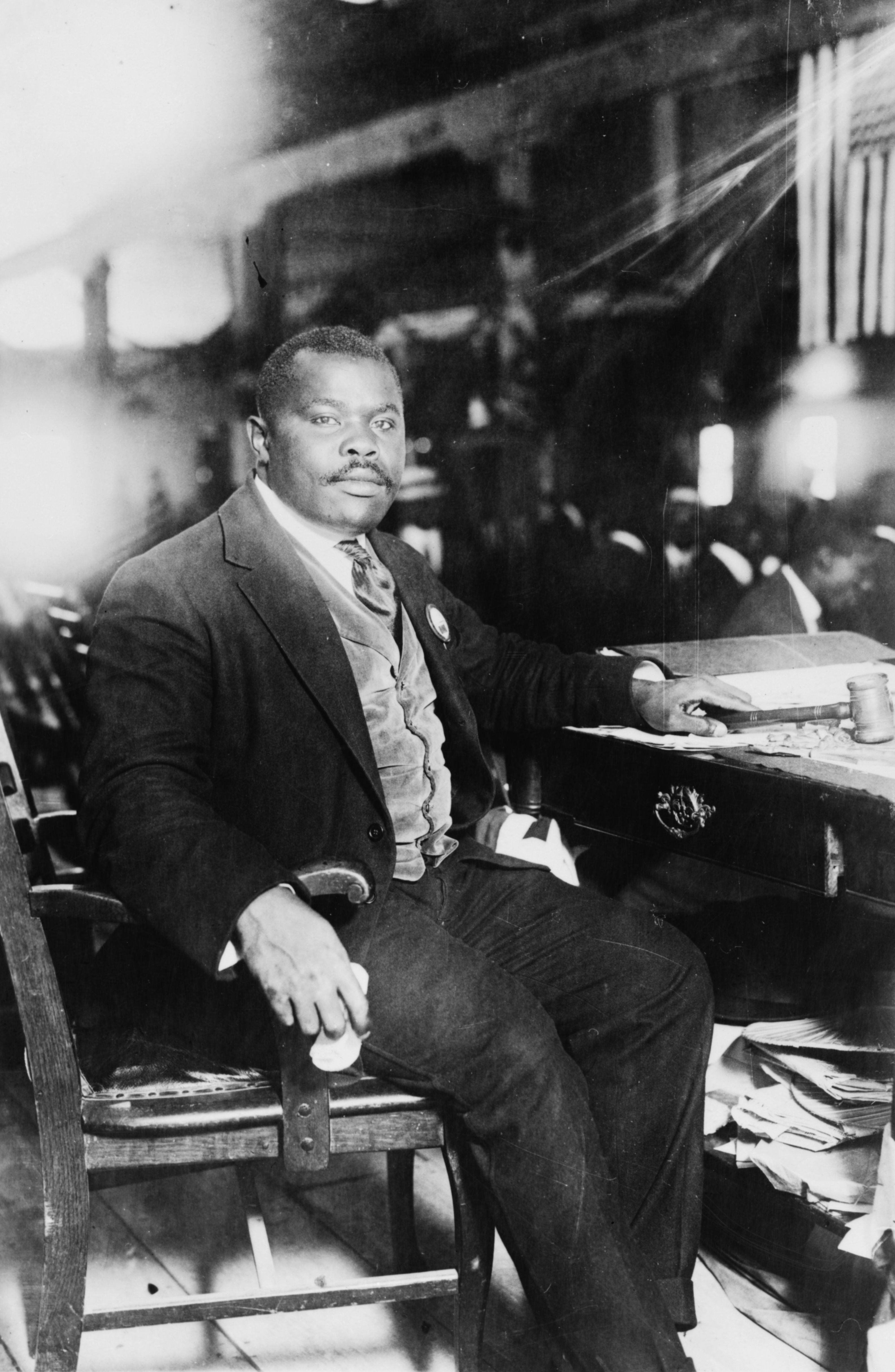
Marcus Garvey (1924)

Marcus Mosiah Garvey (* 17. August 1887 in Saint Ann’s Bay, Jamaika; † 10. Juni 1940 in London) war ein jamaikanischer Politiker und Publizist, der als radikaler Panafrikanist und Gründer der Universal Negro Improvement Association (UNIA) bekannt wurde.

## Leben
Garvey wurde 1887 im jamaikanischen Saint Ann’s Bay geboren und wuchs in sehr bescheidenen Verhältnissen auf. Sein Vater arbeitete als Maurer, ein Teil der Familie war in der Landwirtschaft tätig.
Nach seiner kurzen Schulzeit erlernte Garvey den Beruf des Druckers und arbeitete in Kingston. Er begann sich zunehmend für Politik zu interessieren und engagierte sich gewerkschaftlich, fand aber aufgrund seiner antikolonialen Betätigung keine Stelle mehr. 1912 ging er nach London, wo er u. a. für die Africa Times & Orient Review, eine Zeitung, die mit asiatischen und afrikanischen Panbewegungen sympathisierte, arbeitete. Später zog Garvey nach New York City, wo er sich als Sprecher, Verbandspolitiker, Publizist und Impresario betätigte.
1914 gründete er die UNIA, eine schwarze Massenorganisation, die mit Uniformen und Aufmärschen auf sich aufmerksam machte und eine Auswanderung aller Schwarzen nach Afrika propagierte.
Im Jahre 1918 begründete Garvey zusammen mit Amy Ashwood die zur Organisation gehörende Zeitschrift The Negro World, die wöchentlich in Harlem publiziert wurde und in mehr als vierzig Ländern erschien. Zu den Redakteuren der Zeitschrift Negro World gehörten Robert Tecumtha Browne, T. Thomas Fortune, William H. Ferris, W.A. Domingo and Amy Jacques Garvey.
1919 heiratete der 32-jährige Garvey Amy Ashwood Garvey, ebenfalls eine Gründerin der UNIA-ACL. Sie hatte ihm zuvor nach dem Tyler-Attentat durch Erste Hilfe das Leben gerettet. Nach nur vier Monaten Ehe trennte sich Garvey von ihr. 1922 heiratete Garvey Amy Jacques Garvey, die als seine Generalsekretärin arbeitete. Zusammen bekamen sie zwei Söhne.
1923 verweigerte ihm die Regierung Liberias die Gründung einer Siedlung. Im selben Jahr wurde er in den Vereinigten Staaten wegen Betruges zu fünf Jahren Gefängnis verurteilt. Da der spätere FBI-Chef J. Edgar Hoover an der Beweisfindung beteiligt war, kritisierten viele Anhänger Garveys den Prozess als politisch motivierte Aktion. Er selbst behauptete, wegen eines jüdischen Bundesrichters und jüdischer Geschworener verurteilt worden zu sein. Nach einem Berufungsverfahren musste er die Haftstrafe im Februar 1925 antreten. Nach Protesten der schwarzen Bevölkerung verkürzte Präsident Calvin Coolidge die Haftstrafe so, dass sie sofort endete, und ordnete die Ausweisung Garveys nach Jamaika an. Dort lancierte Garvey weitgehend erfolglos verschiedene politische und wirtschaftliche Aktivitäten.
1935 siedelte Garvey nach London über. Dort engagierte er sich gegen den kolonialistischen Abessinienkrieg Mussolinis, überwarf sich am Ende jedoch völlig mit seinen Mitstreitern. Grund dafür war u. a. ein Zeitungsinterview, in dem er behauptete: „Meine Anhänger waren die ersten Faschisten. Als wir 100.000 disziplinierte Männer hatten und Kinder ausbildeten, war Mussolini noch unbekannt, Mussolini hat unseren Faschismus kopiert.“
1940 starb er vereinsamt an den Folgen eines Schlaganfalls in London.
Im November 1964 ließ die jamaikanische Regierung Garveys Gebeine auf die Insel überführen und im National Shrine of Jamaica beisetzen.
Am 19. Januar 2025 wurde Garvey von US-Präsident Joe Biden einen Tag vor dessen Amtsübergabe posthum begnadigt.

## Black Star Line
Zum Zweck der Auswanderung der Schwarzen nach Afrika gründete Garvey eine Schifffahrtsgesellschaft, die Black Star Line. Diese wurde durch Missmanagement bald zahlungsunfähig. Die SS Yarmouth war kaum seetüchtig und hatte eine unfähige Besatzung: ungesicherte Ladung ging über Bord und sie lief auf Grund, die SS Shadyside sank wegen eines Lecks, und die SS Kanawha explodierte.
Dass die Black Star Line das Schiff SS Phyllis Wheatley unwahrerweise als ihren Besitz ausgeben hatte, trug dazu bei, dass Garvey 1923 wegen Betruges zu fünf Jahren Gefängnis verurteilt wurde.

## Positionen
Garvey lehnte jede Zusammenarbeit mit den Weißen ab und strebte nach Rassentrennung. Dabei kooperierte er sogar mit dem Ku-Klux-Klan, weil ihm „offene Feinde der Schwarzen lieber seien als vermeintliche Freunde“. Dadurch geriet er in Konflikt mit dem integrationistischen W.E.B. du Bois und dessen NAACP.

## Alternativposition
Die afrozentristische Perspektive Garveys wurde von Nelson Mandela im Rahmen seiner Ausführungen im Verlaufe des Treason Trial aufgegriffen, wobei er sie mit dem Ruf „Schleudert den Weißen Mann in das Meer“ in Verbindung brachte und sie als „extremen“ und „ultrarevolutionären“ Standpunkt des „afrikanischen Nationalismus“ darstellte. Mandela sah dagegen seine Position auf der Basis von „inter-racial peace and progress“ (deutsch etwa: „zwischen-ethnischer Frieden und Fortschritt“), deren Ziel er als Beendigung der „weißen“ Vorherrschaft in der südafrikanischen Gesellschaft zur Beseitigung von „Ausbeutung und menschlichem Elend“ definierte.

## Bedeutung für die Rastafari
In den 1920er Jahren wurde Garvey die Prophezeiung der Krönung eines schwarzen Königs in Afrika, der die Befreiung der Schwarzen bringen würde, zugeschrieben. Damit trug er wesentlich zur Entstehung der Rastafari-Bewegung in seiner jamaikanischen Heimat bei. Ein 1930 von ihm verfasster Zeitungsbericht über die Krönung des äthiopischen Kaisers Haile Selassie wird von Anhängern der Bewegung als Bestätigung seiner früheren Prophezeiung interpretiert.

## Rezeption

Panafrikanische Flagge der UNIA

Obwohl sein persönlicher Einfluss zurückging, sind seine politischen Vorstellungen einflussreich geblieben, etwa in der Industrial and Commercial Workers Union in Südafrika, speziell dort im Osten der Kapprovinz, sowie bei der schwarzen Bürgerrechtsbewegung in den USA, beispielsweise der Nation of Islam.
Der jamaikanische Reggae-Künstler und Grammy-Gewinner Burning Spear benannte 1975 ein ganzes Album nach Marcus Garvey, dessen erstes Lied ebenfalls Marcus Garvey heißt. Die irische Künstlerin Sinéad O’Connor interpretierte den Titel 30 Jahre später auf ihrem Reggae-Album Throw Down Your Arms.
Die von Garveys UNIA 1920 eingeführte Panafrikanische Flagge in den Farben Rot, Schwarz und Grün diente neben der grün-gelb-roten Flagge Äthiopiens als Inspiration für die Nationalflaggen verschiedener afrikanischer und karibischer Staaten (panafrikanische Farben).

## Ehrungen
- Denkmal mit einer Bronzestatue in seinem Geburtsort Saint Ann’s Bay auf Jamaika
- Denkmal mit Statue in San Fernando, Trinidad und Tobago
- Monument to the Rt. Excellent Marcus Garvey, Grabdenkmal in Jamaikas Hauptstadt Kingston[12]
- Banknote (1960), 50 Jamaica Cent der Bank von Jamaika
- Gedenkmünze (2000) im Wert von 20 Jamaika-Dollar
- Marcus Garvey Park in Harlem, New York City, so benannt seit 1973
- Marcus Garvey Houses, auch Marcus Garvey Village, Wohnbau in Brooklyn, New York City
- Bronzebüste auf Sockel auf dem Mona-Campus der University of the West Indies, enthüllt: 2017[13][14]